# Sam B. Hall

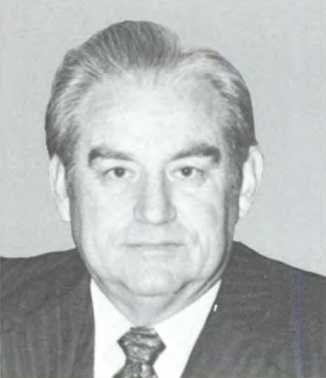
Sam B. Hall (1981)

Sam Blakeley Hall Jr. (* 11. Januar 1924 in Marshall, Texas; † 10. April 1994 ebenda) war ein US-amerikanischer Jurist und Politiker. Zwischen 1976 und 1985 vertrat er den Bundesstaat Texas im US-Repräsentantenhaus; anschließend wurde er Bundesrichter.

## Werdegang
Sam Hall besuchte bis 1940 die öffentlichen Schulen seiner Heimat und studierte danach bis 1942 am College of Marshall, der heutigen East Texas Baptist University. Während des Zweiten Weltkrieges diente er zwischen 1943 und 1945 im Fliegerkorps der US Army. Nach dem Krieg setzte er seine Ausbildung mit einem Studium an der Baylor University fort. Nach einem Jurastudium an derselben Universität und seiner 1948 erfolgten Zulassung als Rechtsanwalt begann er in diesem Beruf zu arbeiten. Gleichzeitig schlug er als Mitglied der Demokratischen Partei eine politische Laufbahn ein. Im Jahr 1962 kandidierte er noch erfolglos für den Kongress. Von 1972 bis 1976 war er Vorsitzender des Bildungsausschusses seiner Heimatstadt Marshall.
Nach dem Tod des Abgeordneten Wright Patman wurde Hall bei der fälligen Nachwahl für den ersten Sitz von Texas als dessen Nachfolger in das US-Repräsentantenhaus in Washington, D.C. gewählt, wo er am 19. Juni 1976 sein neues Mandat antrat. Nach fünf Wiederwahlen konnte er bis zu seinem Rücktritt am 27. Mai 1985 im Kongress verbleiben. Dabei war er zeitweise Mitglied im Rechts- und Veteranenausschuss. Halls Rücktritt erfolgte nach seiner Ernennung zum Richter am United States District Court für den östlichen Bezirk von Texas. Dieses Amt bekleidete er bis zu seinem Tod am 10. April 1994.